# Basiliscus basiliscus
Basiliscus basiliscus là một loài thằn lằn sống ở Trung Mỹ và Nam Mỹ trong rừng mưa nhiệt đới gần sông và suối. Nó thuộc họ Corytophanidae. Loài này còn có tên gọi là thằn lằn chúa Giê Su vì nó khả năng chạy trên nước. Khi bị de dọa nó giang những ngón chân sau ra, xếp chân trước vào sát mình và phóng nhanh trên nước. Nó phóng như thế được từ 10 đến 20 m rồi mới chìm xuống và bắt đầu bơi. Những con nhỏ có thể chạy xa hơn vì chúng nhẹ hơn. Con cái sinh 10 đến 20 trứng mỗi năm nở ra sau 3 tháng.

## Hình ảnh

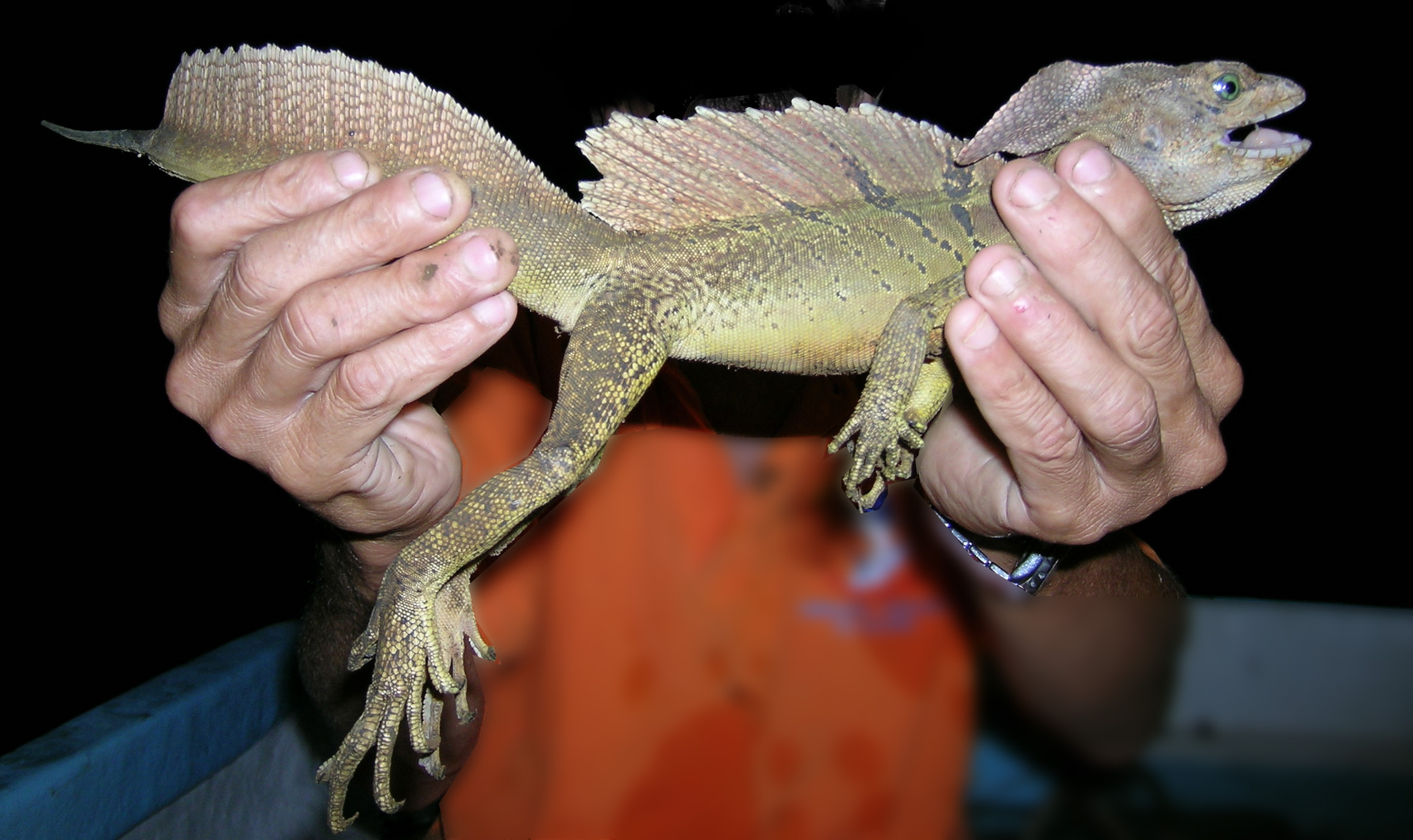
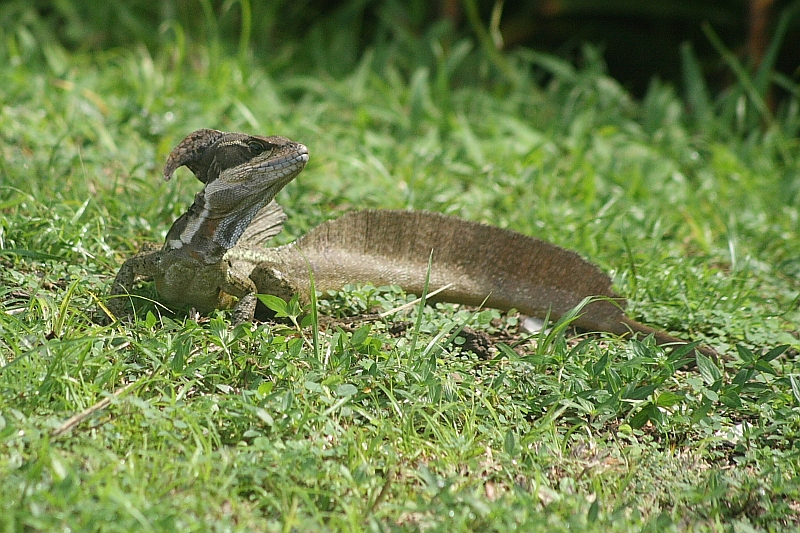
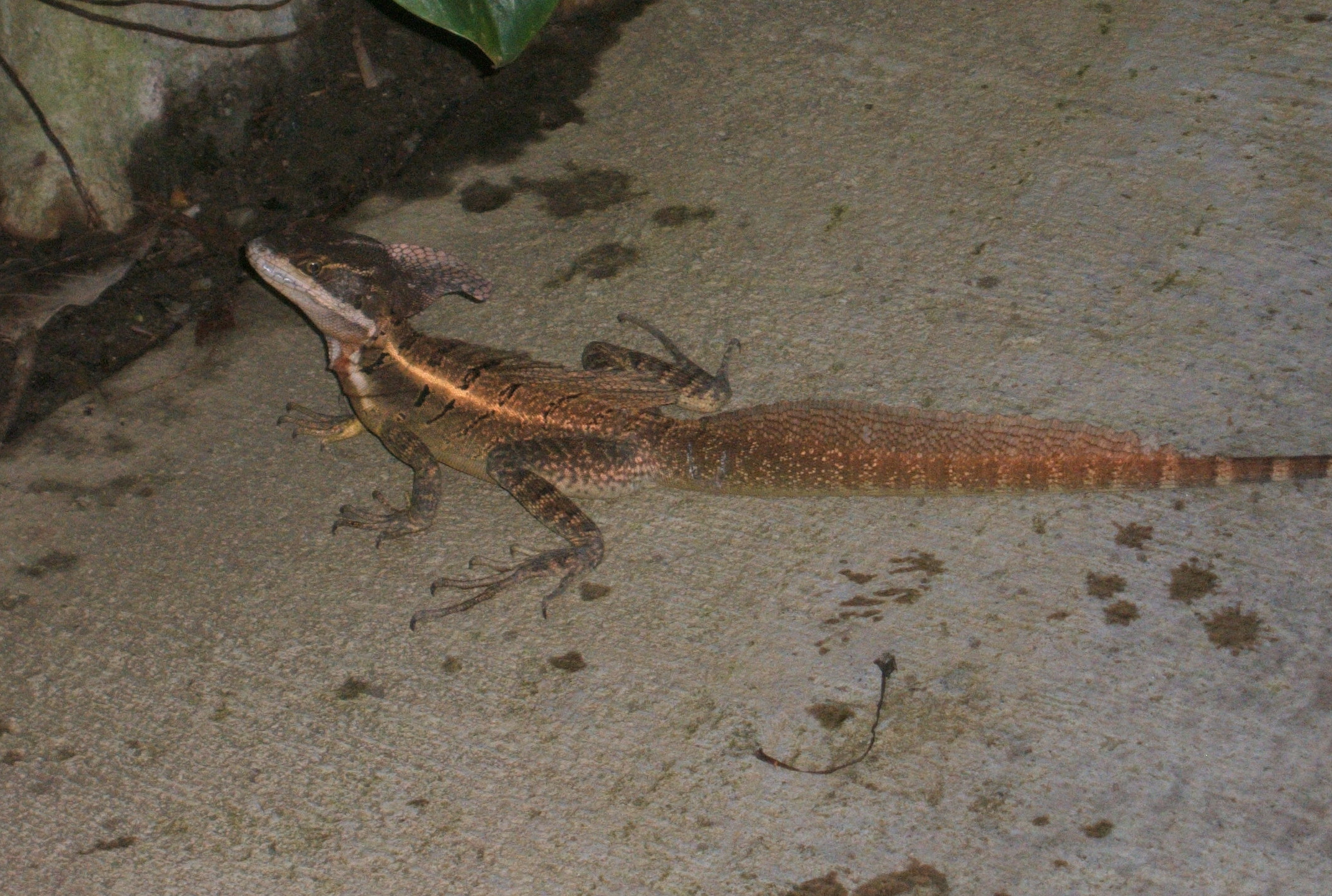